# خرامه
خِرامه مرکز و شهری در شهرستان خرامه در استان فارس ایران است. خرامه با مساحت حدود ۲۶۴٫۱ کیلومتر مربع در ۷۵ کیلومتری شرق شیراز واقع گردیده و دارای آب و هوایی معتدل و کوهستانی است.

## نام
بر اساس برخی نظرات خور و مه (خورشید و ماه) بوده که خورمه به تدریج در طی سالیان به خِرامه تبدیل شده‌است.

## تاریخچه

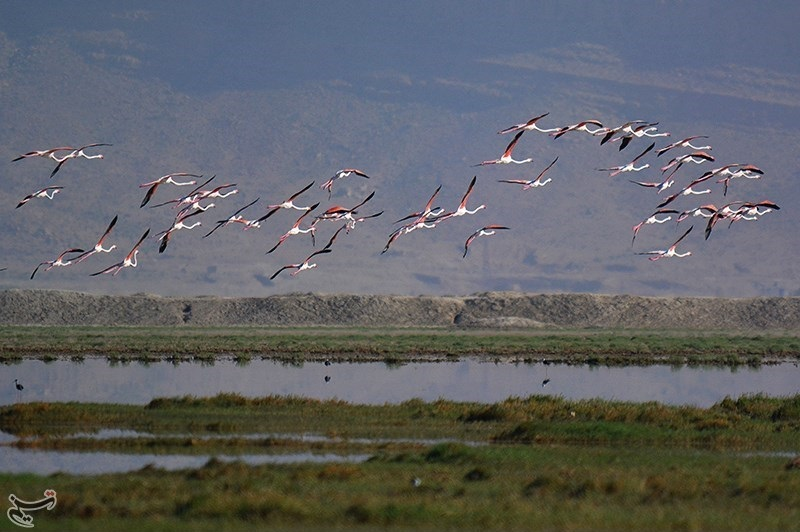
تالاب کمجان

با استفاده از شواهد و اسناد معتبری که در دست است قدمت شهر خرامه و کربال به ۲۵۰۰ سال قبل و به سال ۵۰۰قبل از میلادی بر می‌گردد. در کتاب‌ها و سفرنامه‌هایی از جمله نزهت القلوب، فارسنامه ابن بلخی، المسالک و الممالک، آثارالعجم، فارسنامه ناصری، شیرازنامه، معجم البلدان، تاریخ برگزیده، برهان قاطع، تاریخ سرزمین‌های فلات شرقی، تاریخ ابن خلدون و دیگر کتاب‌ها در مورد خرامه و کربال مطالبی نوشته شده‌است.
ابن حوقل در سدهٔ چهارم هجری رود خرامه (کر) را قابل کشتیرانی توصیف کرده و ابن بلخی در وصف آن چنین آورده‌است: «منبع این رود کُر از نواحی کلار و رودی عاصی است که هیچ جای را آب ندهد الا جاهایی را که بند کرده‌اند. به همین دلیل شش بند به نام‌های امیر، فیض آباد، تیلکان، موان، حسن‌آباد و جهان‌آباد بر روی آن بسته شده. این رود نهایتاً به دریاچه بختگان می‌ریزد.»
پناه بردن وزیر امیر منصور، به نام کالیجار، به قلعهٔ خرامه که ترکان قصد تاراج اموال وی را داشته‌اند اهمیت و موقعیت سوق‌الجیشی آن را نشان می‌دهد. این قلعه که تا چند سال اخیر محل سکونت ده‌ها خانوار بود به صورت تلی دست ریز با ارتفاع بیش از ۱۰ متر از خاک رُس، توسط شهرداری اکنون تخریب شده و اثری از خانه‌های روی آن برجای نمانده‌است.
یکی از آثار تاریخی منطقه که از زمان ساسانیان برجا مانده و در فاصلهٔ ۵۰۰ متری مغرب خرامه قرار دارد بنای آتشکده‌ای است که در محل به چهار طاقی گبران معروف است که از نظر ساختمان گنبد و کاربندی تا حدودی شبیه آتشکدهٔ بهرام است.
توجه خاص خاندان دیلمی (عضدالدوله و دیگران) در ترمیم بندهای عصر ساسانیان در مسیر تنها رود عاصی کربال دلالت بر عمارات فراوان و نفوسی می‌کند که درکناره‌های این رود می‌زیسته‌اند. از آثار باقی‌مانده این عصر بند امیر است که به فرمان عضدالدوله دیلمی بازسازی شده‌است. آسیب‌دیدگی بعضی از بندهای رود نظر سلجوقیان را نیز به خود جلب کرد، چنان‌که بند قصار یا فیض آباد به وسیلهٔ اتابک چاولی از امرای محمد بن ملکشاه در حدود سال ۵۰۶ ترمیم شد و بنام وی فخرستان نام گرفت.
از دیگر بناهای سلجوقیان کاروانسرای خانه کت یا کاروانسرای دیو دان در نزدیکی‌های دریاچه بختگان است که سبک معماری آن را مربوط به این دوره دانسته‌اند و مسیر قدیم جنوب به مرکز یعنی از کرمان به شیراز، تهران و اصفهان از کنار این کاروانسرا عبور می‌کرده‌است. چنان‌که در زمان اشغال ایران در جنگ جهانی دوم آثاری چون پل انگلیسی‌ها که از این مسیر برای لشکرکشی به مرکز ایران و شیراز استفاده می‌کرده‌اند به جا مانده‌است. این کاروانسرا به علت عدم رسیدگی اکنون ویران گشته و در حال نابودی است. (کاروانسرای دیودان).
در رابطه با همین دوران سنگ قبرهایی وجود دارند که اخیراً در مرکز باغ‌های خرامه کشف گردیده و خطوط ثلث و کوفی منقوش بر آن‌ها گویای حال عارفان این سامان بوده که در سده‌های ۶ تا ۸ هجری دراین منطقه می‌زیسته‌اند.
یکی از این سنگ‌ها متعلق به شیخ غیاث (علی) ابن ابی جعفر بن طیب است که روی آن سوره نور و آیة الکرسی و شرح حال وی مشاهده می‌شود.
صفویان که بیشترین همت آنان، عمران و آبادی بلاد بود، علاوه بر ساختن پلی بر روی «رود کُر»؛ پلی در زمان امام قلی خان والی فارس مشهور به پل خان بنا کرده‌اند، در شهر خرامه نیز ردپایی از خود به جا گذاشته‌اند. بنای حمامی مشهور به حمام کهنه به آن‌ها نسبت داده شده و چنین حدس زده‌اند که این حمام همزمان با حمام گنجعلی خان در کرمان ساخته شده‌است.
همزمان با احداث حمام کهنه، نهال درختان باغ مصفایی مشهور به باغ خان کاشته شده‌است. این باغ با وسعت حدود ۱۲ هکتار درقسمت شمال خرامه خارج از حصار قدیمی واقع گردیده‌است. درابتدا انواع درختان، گل و سرو و توت و غیره در آن وجود داشته‌است اما امروزه تنها فقط قطار سروهای آن به جای مانده که بیش از یک سوم این سروهای بلند در حال خشک شدن است.
قابل ذکر است که این درختان سرو از بالا به شکل صلیب هستند اما به دلیل زیاد بودن درختان سرو بر روی زمین به سختی می‌توان متوجه این موضوع شد.
نصیرالملک از رجال فارس در یکی از بازدیدها و سرزدن‌های خود به خرامه، حصاری دور شهر احداث کرد که بلندی آن ۷ متر و پهنای آن ۵٫۲ متر و درازای آن ۲۰۵۰ متر بوده و چهار دروازه به نام‌های کربالی، قبله‌ای کرمانی و باغی در چهار جهت جغرافیایی شهر قرار داشته و برج‌هایی جهت دیده‌بانی و کشیک شبانه این حصار را کامل کرده و بر زینت آن نیز می‌افزوده‌است. نصیرالملک برای رتق و فتق امور جاری، دستور به ساختن بنایی که به نام عمارت مشهور شد می‌دهد. این ساختمان محل تجمع مردم و رفع مشکلاتشان با نامیان و مالکان بوده‌است. این بنا که در قسمت جنوبی حصار قدیمی و در کنار دروازهٔ قبله‌ای قرار داشته امروزه بر اثر بی‌توجهی ویران گشته و تبدیل به ساختمان‌های مسکونی شده‌است.

## جمعیت
بر پایه سرشماری عمومی نفوس و مسکن در سال ۱۳۹۵ جمعیت این شهر ۱۸٬۴۷۷ نفر بوده‌است.
شهرستان خرامه از دید معادن و صنایع فعال و بخش‌های مهم اقتصادی
مهم‌ترین صنایع در خرامه گندله سازی و فولاد اسفنجی در محور خرامه به سروستان می‌باشد که آینده این شهر را بسیار روشن کرده‌است و در حال ساخت جهت راه اندازی است
کارخانه سیمان خرامه در محور خرامه شیراز واقع شده‌است که پیشرفت بسیار عالی داشته و طی سالهای اتی بهره‌برداری خواهند شد
معادن غنی بنتونیت و کائولن و کربنات کلسیم رسوبی و همچنین کارخانه آجر نسوز معدن تنگ قیر (گروه معدنی شاینا دامان زاگراس) در این شهرستان با مجتمع معادن همکاری و در حال راه اندازی است
پروژه شهرک نمایشگاهی کامیون داران و باربری‌های شهرستان در مجاورت جاده فولاد خرامه در آینده مسولیت مهمی بر عهده خواهد داشت که با تلاش مردم غیور شهرستان در حال پیگیری است

## دانشگاه‌ها
- دانشگاه آزاد اسلامی واحد خرامه
- دانشگاه پیام نور خرامه

## مراکز درمانی
- بیمارستان جواد الائمه با ظرفیت ۳۳ تخت فعال که در سال ۱۳۸۸ تأسیس گردید و دارای بخش‌های اطفال، داخلی، پست پارتوم، جراحی زنان و زایمان، بخش اورژانس، جراحی عمومی، نوزادان، CCU، جراحی گوش و حلق و بینی و LDR است.[۲]
- مرکز خدمات جامع سلامت شهری خرامه

## خبرگزاری‌ها
- پایگاه خبری ،  خبر خرامه یکی از نهادهای خبری شهرستان خرامه
- پایگاه خبری و اطلاع‌رسانی صدای خِرامه

## مراکز خدمات بشردوستانه
- جمعیت هلال احمر شهرستان خِرامه